# Tours-sur-Marne
 Tours-sur-Marne  es una población y comuna francesa, en la región de Champaña-Ardenas, departamento de Marne, en el distrito de Épernay y cantón de Ay.

## Demografía
| 873 | 1100 | 1249 | 1207 | 1152 | 1207 |
| Para los censos de 1962 a 1999 la población legal corresponde a la población sin duplicidades (Fuente: INSEE [Consultar]) |      |      |      |      |      |